# Burton Egbert Stevenson
Burton Egbert Stevenson (Chillicothe, 9 novembre 1872 – 13 maggio 1962) è stato uno scrittore statunitense.

## Biografia
Studia dal 1890 al 1893 a Princeton e diventa bibliotecario e archivista. Nel 1918 fonda la Biblioteca americana a Parigi e ne diventa in seguito il direttore. Oltre alla sua professione di archivista, per la quale è particolarmente stimato, Burton Egbert Stevenson è scrittore e narratore prolifico di libri di viaggi e per bambini e di romanzi polizieschi.

## Opere
- A Soldier of Virginia; a Tale of Colonel Washington and Braddock's defeat (1901)
- Cadets of Gascony: Two stories of old France (1904)
- The Marathon Mystery; a Story of Manhattan (1904)
- The Holliday Case; a Tale (1904)
- The Girl With the Blue Sailor (1906)
- Affairs of state; Being an account of certain surprising adventures which befell an American family in the land of windmills (1906)
- The path of honor; a Tale of war in the Bocage (1910)
- The spell of Holland: the Story of a pilgrimage to the land of dykes and windmills (1911)
- The mystery of the Boule cabinet; a Detective story (1911)
  - Mysterium arcae Boule, traduzione latina di Arcadius Avellanus
- The destroyer; a Tale of international intrigue (1913)
- American men of mind (1913)
- The charm of Ireland (1914)
- The Girl from Alsace; a Romance of the great war (1915)[1]
- A King in Babylon (1917)
- The Gloved Hand; a Detective story (1920)
- The Kingmakers (1922)
- The House Next Door; a Detective story (1932)
- The quest for the rose of Sharon (1909)
- The heritage; a Story of defeat and victory (1902)
- At odds with the regent; a Story of the cellamare conspiracy (1905)
- [The mystery of] Villa Aurelia; a Riviera interlude (1932)
- The red carnation; an Antony Bigelow story (1939)
- The clue of the red carnation (1942)

### Romanzi per ragazzi
- Tommy Remington's battle (1902)
- The young section-hand (1905)
- The young train dispatcher (1907)
- The young train master (1909)

### Antologie
- The home book of verse (1912)
- Poems of American history (1922)
- Great Americans as seen by the poets (1933)
- The home book of Bible quotations (1949)
- The home book of proverbs, maxims, and familiar phrases (1959)
- American history in verse for boys and girls (1960)
- The home book of modern verse; an extension of the home book of verse; being a selection from American and English poetry of the twentieth century (1960)
- The home book of great poetry; a treasury of over one thousand favorite poems
- Famous single poems and the controversies which have raged around them
- The home book of verse for young folks
- The home book of Shakespeare quotations; being also a concordance & a glossary of the unique words & phrases in the plays & poems